# Myrmarachne panamensis
Myrmarachne panamensis är en spindelart som beskrevs av Galiano 1969. Myrmarachne panamensis ingår i släktet Myrmarachne och familjen hoppspindlar. Inga underarter finns listade i Catalogue of Life.